# Juan Bautista de Toledo
Juan Bautista de Toledo – hiszpański architekt okresu renesansu, wyróżniał się w zakresie urbanistyki, inżynierii wojskowej i hydraulicznej. Jego najważniejszym dziełem architektonicznym jest kompleks klasztorno–pałacowy Escorial wykonany na zlecenie króla Filipa II. Jego projekt został ukończony przez Juana de Herrera.
Możliwe, że zaczynał swoją karierę w Rzymie (pomiędzy 1534 a 1541 rokiem) pracując dla Michała Anioła i papieża Pawła III przy fasadzie dziedzińca Pałacu Farnese. We Florencji i Rzymie był znany jako Giovanni Battista de Alfonsis, natomiast w Neapolu i Madrycie jako Juan Bautista de Toledo.